# Till dig, o Gud, vårt lov skall gå
Till dig, o Gud, vårt lov skall gå är en svensk psalm med tre verser skriven 1916 av August Bohman. Musiken är komponerade 1553 av Burkhard Waldis. Texten bearbetades 1920.

## Publicerad i
- Svenska Missionsförbundets sångbok (1951) nr 707, under rubriken "Dagar och tider - Höst".[1]

### Fotnoter
1. 1 2   Sånger och psalmer musik och text : för enskilt och offentligt bruk. Stockholm: Missionsförb. 1951. Libris 3387612